# Atessa
Atessa é uma comuna italiana da região dos Abruzos, província de Chieti, com cerca de 10.388 habitantes. Estende-se por uma área de 111 km², tendo uma densidade populacional de 94 hab/km². Faz fronteira com Altino, Archi, Bomba, Carpineto Sinello, Casalanguida, Casalbordino, Colledimezzo, Gissi, Guilmi, Lanciano, Montazzoli, Paglieta, Perano, Pollutri, Sant'Eusanio del Sangro, Scerni, Tornareccio, Villa Santa Maria.

## Demografia
| Variação demográfica do município entre 1861 e 2011                               |
|                                                                                   |
| Fonte: Istituto Nazionale di Statistica (ISTAT) - Elaboração gráfica da Wikipedia |